# Robert A. Swanson
Robert A. Swanson (1947—1999) foi um capitalista de risco estadunidense que co-fundou a empresa de biotecnologia Genentech em 1976, ao lado de Herbert Boyer. A Genentech é pioneira neste campo, e permanece ainda hoje como uma das empresas líderes em biotecnologia no mundo.

## Histórico
Graduou-se em Química pelo MIT e possuía um MBA da MIT Sloan School of Management. Ambos os títulos lhe foram conferidos em 1970.
Swanson é considerado uma figura-chave no lançamento da revolução biotecnológica. Os autores do livro 1,000 Years, 1,000 People: Ranking the Men and Women Who Shaped the Millennium o relacionam na posição 612.
Em 6 de Dezembro de 1999, ele faleceu de cancro no cérebro, aos 52 anos de idade.